# کالی تورس
کالی تورس (به انگلیسی: Callie Torres) از شخصیت‌های اصلی سریال آناتومی گری است و سارا رامیرز این نقش را ایفا کرده‌است. او با آریزونا رابینس ازدواج می‌کند.